# Georg Thürer

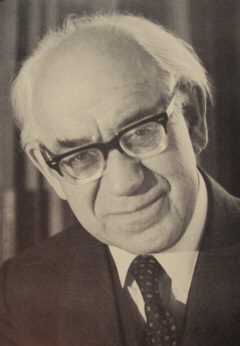
Georg Thürer

Georg Thürer (* 26. Juli 1908 in Tamins; † 26. September 2000 in Teufen) war ein Schweizer Schriftsteller, Hochschullehrer, Literaturwissenschaftler und Historiker.

## Leben

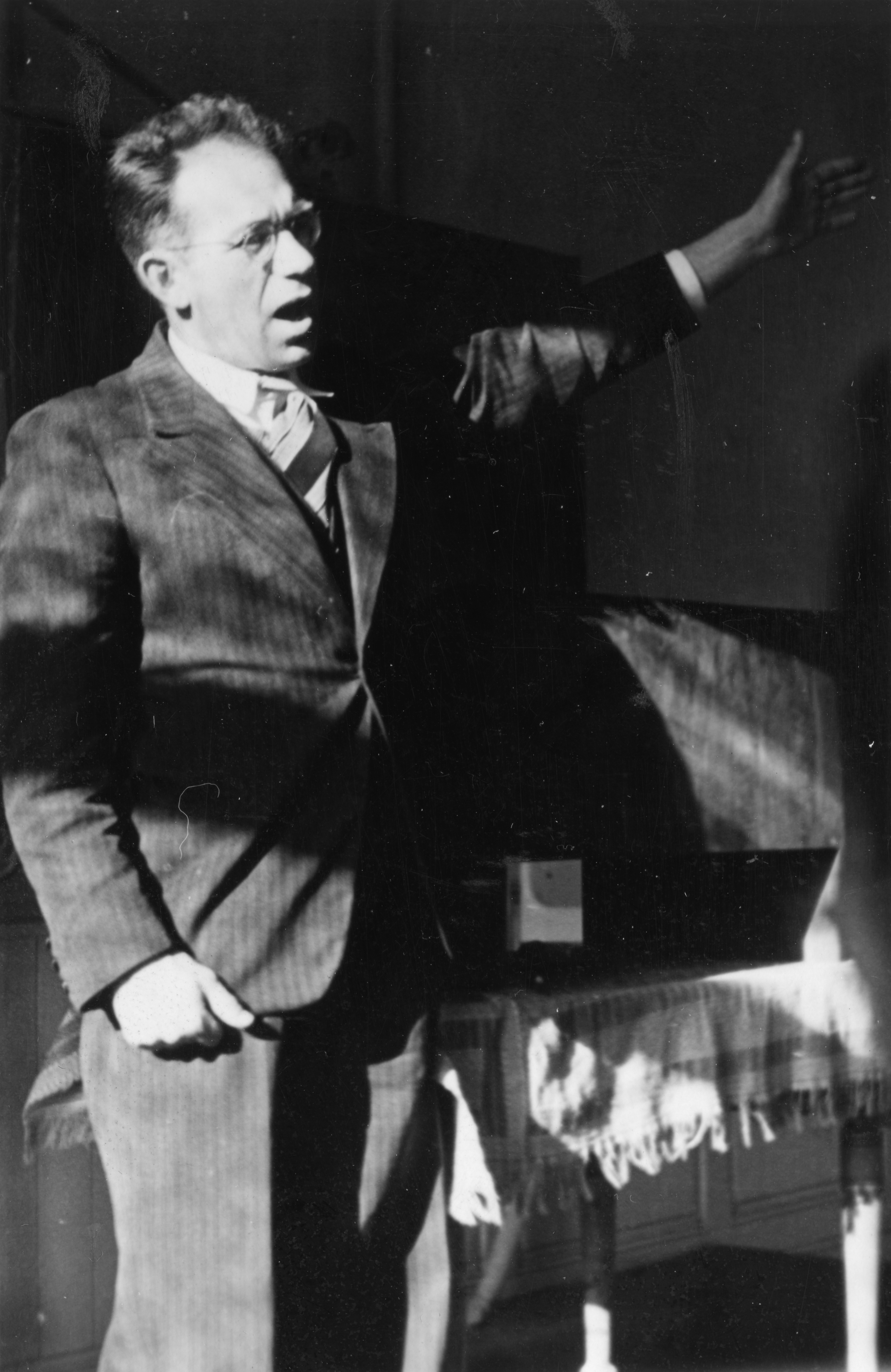
Georg Thürer (1940 oder 1941)

Georg Thürers Vorfahren waren walserische Bergbauern; die Höfe beider Grossväter lagen an der rätoromanischen Sprachgrenze. Sein Vater war der Pfarrer Dr. phil. h. c. Paul Thürer, seine Mutter, Nina, geb. Accola, war Tochter eines Landammanns. 1910 zog die Familie von Graubünden in den Kanton Glarus, nach Netstal im Linthtal, wo der Vater als Pfarrer tätig war. Im Glarnerland hat Georg Thürer Wurzeln geschlagen, die dortige Landsgemeinde war nach dem Urteil des elsässischen Volkskundlers Raymond Matzen für ihn praktizierte «Volksherrschaft» und habe ihn als aufrechten und kämpferischen Menschen aufwachsen lassen. Er ging von 1915 bis 1924 in die Primar- und Sekundarschule Netstal, wo er auf dem Schulhof auch Glarnerdeutsch lernte, die Mundart, die er später in der Dichtkunst wie im täglichen Leben gesprochen hat. 1924–1928 besuchte er das Thurgauische Lehrerseminar in Kreuzlingen und entwickelte dort seine besonderen Interessen für Geschichte, Dichtung und Theater. Von 1928 bis 1932 studierte Thürer vor allem in Zürich, aber auch in Genf und Paris. In dieser Zeit trat er dem Schweizerischen Zofingerverein bei. Er promovierte in Zürich zum Dr. phil. mit einer Dissertation über die «Kultur des alten Landes Glarus» und erwarb das Diplom für das Höhere Lehramt.
Von 1932 bis 1935 war Thürer als Lehrer am Gymnasium in Biel an der deutsch-französischen Sprachgrenze tätig, wo ihm das Spannungsfeld zwischen den Kulturen richtig bewusst wurde und ihn zu einer intensiveren Beschäftigung mit der Schweizer Demokratie veranlasste. Von 1935 bis 1940 war er Geschichtslehrer an der Kantonsschule und der Sekundarlehramtsschule in St. Gallen. Gegen den deutschen Nationalsozialismus und den italienischen Faschismus mit ihrem Führerkult, Rassenfanatismus und ihrem kulturellen und sprachlichen Dominanzstreben trat er seit Anfang der dreissiger Jahre offen auf und engagierte sich seit 1939 in der geistigen Widerstandsbewegung «Res Publica» gegen totalitäre Tendenzen aller Art im In- und Ausland, vor allem durch seine Publikationstätigkeit gegen nationalsozialistische Einschüchterungsversuche, wie etwa in der Neuen Zürcher Zeitung.
Nach der Kapitulation des NS-Regimes trat Georg Thürer sogleich für Versöhnung mit den deutschen Nachbarn ein, denn seine Feindschaft galt dem verbrecherischen Regime, nicht dem Volk. Von 1945 bis 1949 leitete er die St. Galler Grenzlandhilfe, die unter anderem in der bayrischen Landeshauptstadt München humanitäre Hilfe leistete. Im Auftrag des britischen Foreign Office besuchte er 1947 eingehend Lager mit deutschen Kriegsgefangenen in Großbritannien. Er sprach sich für europäische Zusammenarbeit nach dem Krieg aus. Auf Bitten der amerikanischen Militärverwaltung führte er in Deutschland Kurse in Demokratie für Bürgermeister durch. Dieses Engagement stieß angesichts der nationalsozialistischen Gräueltaten in der Schweiz zunächst nicht durchgängig auf Zustimmung. Das galt auch für Thürers differenzierte und ausgewogene Beurteilung des durch den Nationalsozialismus kompromittierten Dichters Hermann Burte, die gleichwohl dessen literarische Verdienste anerkannte und daher teilweise in der Schweiz und Deutschland auf Kritik stieß.
Von 1940 bis 1978 war Georg Thürer Professor für deutsche Sprache und Literatur und für Schweizer Geschichte an der Hochschule St. Gallen. Er heiratete 1941 Maria Elisabeth Tobler, und sie wohnten im Elternhaus der Frau in Teufen im Appenzeller Land, wo auch ihre Kinder aufwuchsen. Georg Thürers wissenschaftliches und pädagogisches Engagement trug viel zur Entwicklung und zum Ansehen der St. Galler Hochschule bei, nicht zuletzt durch seine weithin beliebten öffentlichen Abendvorlesungen. Er war zudem in vielen kantonalen, eidgenössischen und internationalen Vereinigungen und Kommissionen tätig.

## Werke
Thürers literarisches Werk umfasst weit über 400 Titel. Besondere Beachtung verdient seine St. Galler Geschichte, ein zweibändige Darstellung, publiziert von 1953 bis 1972, die vom Anbeginn bis in die Gegenwart geht, insgesamt 1648 Seiten umfasst und ein nicht nur in Fachbibliotheken verbreitetes Standardwerk darstellt. Seine Studie Wesen und Würde der Mundart (Zürich: Schweizer Spiegel Verlag 1944) betont die besondere Bedeutung des Schweizer Dialektes, denn er sei «ja nicht irgend ein Stück unseres Hausrates, sondern Sonne und Seele auf der ganzen dem Rheine zugewandten Stirnseite des Schweizerhauses» (op. cit., S. 54f.). In seiner alemannischen Dichtkunst orientiert er sich an Johann Peter Hebel, an Hermann Burte und in der Schweiz an Meinrad Lienert und Josef Reinhart, daneben am Mittelhochdeutsch des Walter von der Vogelweide. Georg Thürer publizierte 1938 zusammen mit Adolf Guggenbühl die Gedichtsammlung Schwyzer Meie und 1962 die Gedichtsammlung Holderbluescht. In diesem «alemannischen Mundart-Lesebuch» sind Gedichte und Geschichten aus allen Teilen des alemannischen Sprachraums, allerdings ohne das Schwäbische, versammelt, mit grundsätzlichen Überlegungen zum Alemannischen in der Schweiz und in der Nachbarschaft (Elsass, Südbaden, Vorarlberg, Liechtenstein, Piemont und Aostatal).

## Ehrungen
- 1966: Oberrheinischer Kulturpreis
- 1978: Hebeldank des «Hebelbundes Lörrach»[2]
- 1998: Kommandeurkreuz des Verdienstordens der Republik Polen